# Aprionacris coerulescens
Aprionacris coerulescens är en insektsart som först beskrevs av Bolívar, I. 1890.  Aprionacris coerulescens ingår i släktet Aprionacris och familjen Romaleidae. Inga underarter finns listade i Catalogue of Life.